# Willi Hofmann
Willi Hofmann (Zurigo, 27 dicembre 1940) è un bobbista svizzero.

## Biografia
Ai X Giochi olimpici invernali (edizione disputatasi nel 1968 a Grenoble,  Francia) vinse la medaglia di bronzo nel Bob a quattro con i connazionali Hans Candrian, Jean Wicki e Walter Graf partecipando per la nazionale svizzera, dietro a quella italiana e all'austriaca.
Il tempo totalizzato fu di 4:43,92  con un leggero distacco rispetto alle altre classificate 4:43,07 e 4:43,83 i loro tempi.